# Anna Regina
La ville d’Anna Regina est la capitale de la région Pomeroon-Supenaam, en Guyana. Elle se situe sur la côte Atlantique, au nord-ouest de l'embouchure du fleuve Essequibo. Anna Regina est devenu officiellement une ville en 1970. Elle était peuplée de 12 448 habitants en 2002.
Anna Regina a un marché, un foyer municipal et un collège d'enseignement général. En juin 2009, la banque Republic Bank Guyana Limited a ouvert une agence dans la ville.
Un certain nombre de sites d'Anna Regina ont une signification historique.
Le lac Mainstay se trouve à 8 kilomètres d’Anna Regina.